# 西藏的孟加拉虎
西藏的孟加拉虎主要分布於西藏自治區東南部的熱帶雨林中，其中以墨脫縣的種群最大。

## 分布
孟加拉虎在洛扎、错那、隆子、米林、巴宜、墨脱和察隅都有分布，但除墨脱和察隅外其他地区的数量极低。在雅鲁藏布江及支流河谷，孟加拉虎靠捕食野猪、麂、牛羚、苏门羚、红斑羚等适应高山环境的动物生存，冬季虎集中在金珠河海拔1500米至2100米的河谷两岸，夏季则跟随牧民的牲口沿河谷至高山上的牧场。由于雅鲁藏布江主干河谷内人为的开垦活动频繁，造成孟加拉虎的适宜栖息地急剧缩小和片段化。

## 活动
墨脱县仁青崩、背崩等地70年代末还有虎的活动，但80年代后背崩乡至加热萨乡一带已少有虎的活动。1965年至1967年间低海拔的地东和背崩一带发生过多起虎食牲口的事件，1968至1969年间海拔较高的亚让、巴日一带也出现类似情况，从70年代初虎开始在金珠河谷内捕食牲口，1995年6月，在海拔2000余米的当隆和兴凯出现了虎游荡到村中的情况。此外对虎的捕猎也时有发生，格当乡当地群众在1972年捕杀虎1头，1977年再次捕杀1头，1990年前后兴凯村民捕杀了2只成年虎。据不完全统计，1973年至1991年藏东南区域共有7到10只虎被捕杀。

## 数量
1995年7月3日在格当乡当隆村一玉米地中，发现了一大一小并行且新鲜程度相当的两条孟加拉虎足迹。1996年中国国家林业局估计墨脱县大约有11只孟加拉虎。2019年西藏自治区林业调查规划研究院的调查显示墨脱县可能还存在1到3只孟加拉虎活动，但均为短期游荡或者新扩散个体，分布于雅鲁藏布江南岸背崩乡、墨脱镇及格当乡及相邻的原始林区，出现的时间通常为每年10月至次年3月的旱季。